# Краснов Борис Аркадійович
Борис Аркадійович Краснов (прізвище при народженні — Ройтер; (22 січня 1961, Київ — 7 вересня 2021) — художник-сценограф, дизайнер, продюсер, президент і художній керівник російської фірми «Краснов дизайн». Почесний член Російської Академії Художеств, лауреат премії Москви в галузі літератури та мистецтва (1995), восьмикратний лауреат російської Національної премії «Овація» (1994—1996), член Спілки театральних діячів Росії, Міжнародного союзу діячів естради, Асоціації театральних художників, почесним членом Російської Академії Мистецтв.

## Життєпис
Народився 22 січня 1961 року в Києві. У 1978 році закінчив Республіканську художню середню школу імені Тараса Шевченка, з 1979 року по 1985 рік навчався на театрально-декораційному факультеті Київського Державного художнього інституту.
Трудову і творчу діяльність Борис Краснов розпочав у Київському Державному Академічному російському драматичному театрі імені Лесі Українки, де був виконувачем обов'язків головного художника і художником по костюмах.
У 1987 році Борис Краснов приїхав до Москви за направленням Міністерства культури України на дворічне стажування. Працював художником стажистом Московського театру імені Ленінського комсомолу, одночасно закінчив факультет художників драматичних театрів і ТЮЗов Всесоюзного інституту підвищення кваліфікації працівників культури Міністерства культури СРСР.
З 1989 по 1991 роки Краснов працював головним художником Московського театрально концертного об'єднання «Ленком» під керівництвом Олександра Абдулова.
У 1992 році створив фірму «Краснов дизайн», провідну сценографічну фірму Росії, і став її президентом та художнім керівником.
З 2000 року Краснов — художник постановник Державного Кремлівського Палацу.
За час своєї творчої діяльності Борис Краснов здійснив понад 1500 тисяч проектів — концерти, телевізійні програми, престижні конкурси, фестивалі, презентації, урочисті церемонії та інше.
Борис Краснов працював практично з усіма провідними артистами російської естради: Аллою Пугачовою, Філіпом Кіркоровим, Йосипом Кобзоном, Львом Лещенко, Лаймою Вайкуле, Ларисою Доліною, Іриною Аллегровою, Олександром Малініним, Валерієм Меладзе, Олександром Розенбаумом і багатьма іншими. Серед зарубіжних зірок-партнерів Краснова: Елтон Джон, Ерос Рамаззотті, Сара Брайтман, Кріс Норман, гурти «Gipsy King» і «Deep Purple».
Борис Краснов займався оформленням спектаклів провідних театрів Росії, в їх числі МХАТ ім. А. П. Чехова, Академічний театр «Московська оперета», театр кабаре «Летюча миша», «Нова опера», театр сатири, театр «Школа сучасної п'єси».

## Нагороди
Його творчі успіхи відзначено багатьма нагородами та преміями. Він лауреат Державної премії України імені Т. Г. Шевченка за сценографію до вистави Михайла Шатрова «Так переможемо!» (1987); восьмикратний лауреат Російської національної премії «Овація» в галузі видовищ та популярної музики в номінаціях «Найкращий художник постановник», «Найкраще шоу на концертних майданчиках країни», «Найкраща сценографічне фірма року», «Найкращий художник постановник», «Найкращий режисер сценограф». Неодноразово був удостоєний премії «Обличчя року» в номінації «Дизайнер року».
Борис Краснов був одружений, виховував двох дітей.